# برستون دبليو. كامبل
برستون دبليو. كامبل (بالإنجليزية: Preston W. Campbell)‏ هو محامي وقاضي وسياسي أمريكي، ولد في 24 يناير 1874 في أبينغدون في الولايات المتحدة، وتوفي في 2 يوليو 1954 في جونسون سيتي في الولايات المتحدة.